# G4000

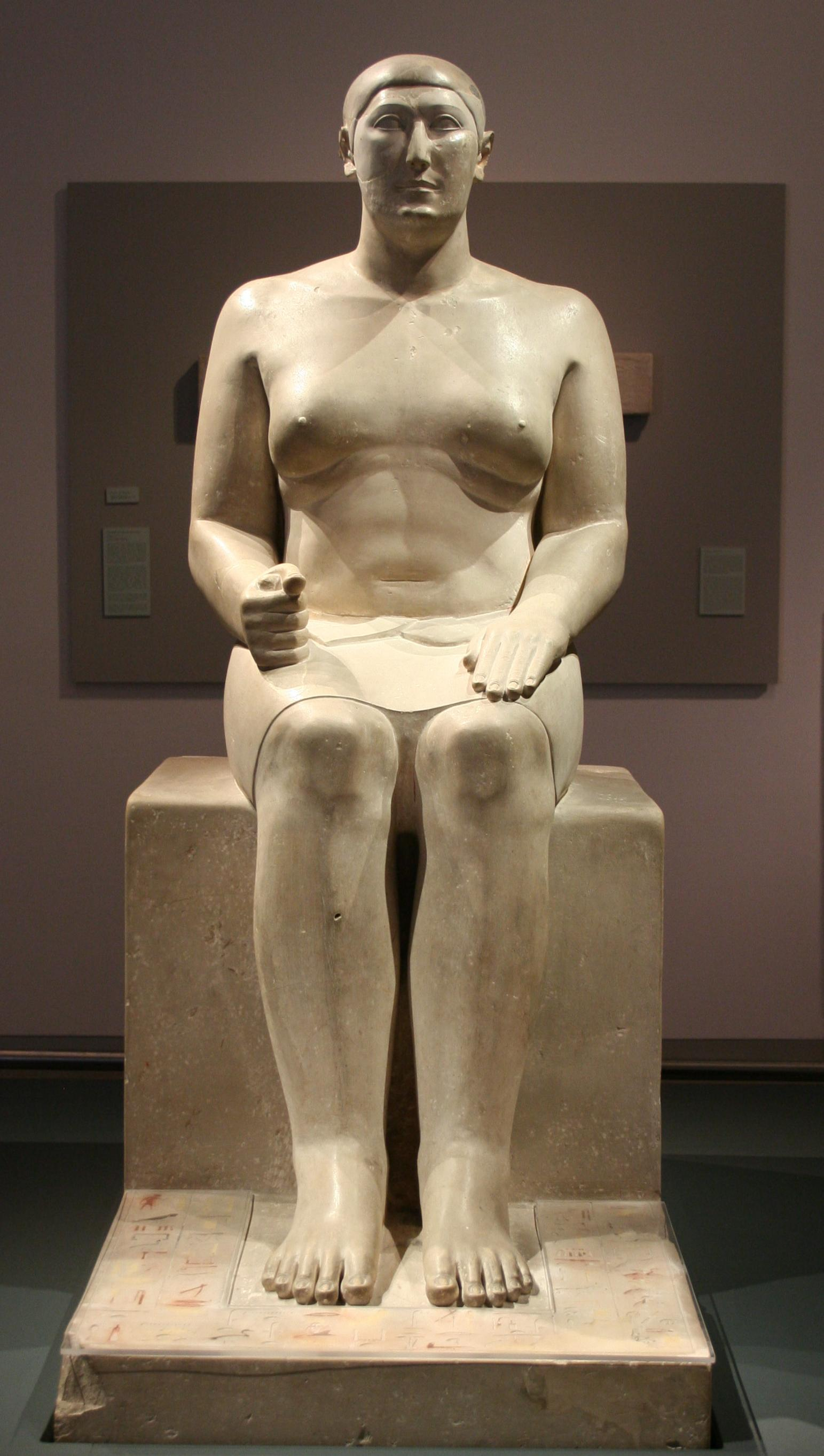
Estatua de Hemiunu encontrada en Guiza. Roemer und Pelizaeus Museum, Hildesheim.

La tumba G4000 es una de las mastabas más grandes de la necrópolis de Guiza, y en ella fue enterrado Hemiunu, pariente y chaty de Jufu, faraón de la cuarta dinastía. Fue descubierta y estudiada en 1912 por una expedición germano-austriaca que trabajaba bajo las órdenes del egiptólogo Hermann Junker.
La mastaba consta de dos cámaras, en una de las cuales se encontró una estatua de tamaño natural de Hemiunu tallada en piedra caliza, que tenía la cabeza separada del cuerpo y sin ojos, probablemente robados por estar hechos con piedras preciosas, que muestra restos de policromía. Hemiunu está sentado, representado de forma realista como un hombre de nariz aguileña y ligeramente obeso, la mano derecha apretada y la izquierda descansando sobre la rodilla. En la base de la estatua se relacionan sus títulos, entre ellos se nombra Supervisor de los trabajos.
Dicha estatua está expuesta en el museo Roemer und Pelizaeus de Hildesheim, Alemania, una vez reparada la rotura.